# Розмон-Ла Пти-Патри
Розмон-Ла Пти-Патри (фр. Rosemont–La Petite-Patrie) је једна од 19 општина Монтреала. Општина је образована 1. јануара 2002.